# Condado de Álava
El condado de Álava fue una demarcación político-administrativa del reino de Asturias y posteriormente de León durante los siglos IX y X. Su territorio abarcó el centro y este de la actual provincia española de Álava, en tanto que el oeste de la provincia formaba parte del condado de Lantarón. El condado alavés sería finalmente unificado con las tierras de Lantarón, Lara y Burgos en la persona del conde Fernán González pasando a constituir desde entonces el condado de Castilla, embrión del futuro reino de Castilla.

## Historia

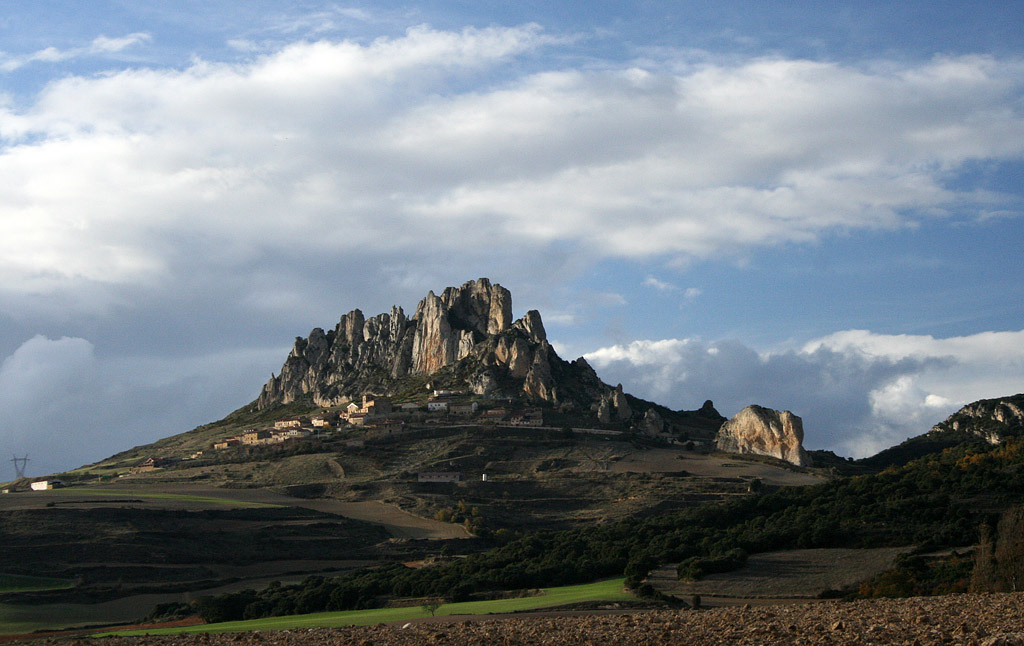
Vista de Cellorigo, donde se encontraba la fortaleza inexpugnable del conde de Álava, Vela Jiménez.

Las primeras noticias sobre la organización política del Condado de Álava informan de la existencia ya durante el siglo VIII de sucesivos lazos matrimoniales entre señores del espacio territorial alavés y la familia real asturiana. Estos vínculos adquieren ya plena constancia documental y significación histórica cuando una hija de Fruela de Cantabria es casada con un noble alavés llamado Lope. De este matrimonio nacería Munia de Álava, que se convertiría en esposa del rey Fruela I, reina consorte de Asturias y madre del futuro Alfonso II.
De este modo, es ya en el siglo IX cuando el Condado de Álava es creado por el rey asturiano Alfonso III  cuando entregó hacia el año 867 el gobierno del centro y este de la actual Álava a un noble llamado Rodrigo invistiéndole para ello de la dignidad de Conde de Álava.
La creación del condado alavés como circunscripción territorial ha sido contextualizada y explicada tradicionalmente por la necesidad que la monarquía asturiana tenía de contar con una autoridad local que hiciera frente a la posición de clara vulnerabilidad militar que tenía el territorio alavés que, al estar constituido por una gran meseta abierta al valle del Ebro, enfrentaba la amenaza musulmana en el contexto de la primera fase de la Reconquista.
Posteriormente, y durante casi un siglo el condado alavés se mantuvo como circunscripción político-administrativa del Reino de Asturias hasta que en el año 931 el conde Fernán González logra reunir en su persona los condados de Álava, Lantarón, Lara y Burgos, constituyendo con ellos el Condado de Castilla como gran circunscripción político-administrativa de la parte oriental del ahora ya Reino de León.
Una vez unificado el Condado de Castilla, el primitivo Condado de Álava desapareció como circunscripción político-administrativa, aunque el título condal alavés reapareció de forma episódica como mera dignidad honorífica y como título militar en forma de tenencia de fortalezas durante los siglos XI y XII, periodo en el que el territorio alavés es ocupado y reocupado repetidamente por los reinos de Navarra y León hasta que en 1200 es incorporado definitivamente al Reino de Castilla.

### Lista de condes de Álava
- Rodrigo - c.866-c.870. Alfonso III le nombró primer conde de Álava.
- Vela Jiménez - c.882-c.897. También citado como Vigilia Jiménez . Su existencia se recoge en la Crónica Albeldense, escrita el 883 y narra su lucha, junto a Diego Rodríguez Porcelos (873-885), contra los muladís Banu Qasi del valle del Ebro y los de Córdoba en Cellorigo y Pancorbo
- Gonzalo Téllez - c.897-c.919, conde en Lantarón y en Cerezo
- Munio Vélaz - c.919. Posiblemente hijo de Vela Jiménez. Mencionado en el cartulario de Valpuesta.
- Fernando Díaz - c.923
- Álvaro Herraméliz - c.929-931, conde de Lantarón y Álava. Hijo de Herramel. Mencionado en el cartulario de Valpuesta como conde de Lantarón. Casado con Sancha de Pamplona (viuda de Ordoño II de León). Afín a la corte pamplonesa del rey Jimeno Garcés. A su muerte, Sancha se casa con Fernán González.
- Fernán González 932-970
- García Fernández 970-995. Hijo de Fernán González y de la infanta Sancha de Pamplona.
- Sancho García 995.  Conde de Álava y Castilla, vinculado al reino de Pamplona. Su muerte abrió un período de graves dificultades para Castilla, acentuadas por el hecho de que su heredero García Sánchez era un niño de cuya regencia y tutoría se encarga el rey navarro Sancho Garcés III de Pamplona, cuñado del conde castellano.

### Nobles que ostentaron la dignidad honorífica de condes de Álava
- Lope Íniguez 1076. Conde de Álava y señor de Vizcaya bajo soberanía castellana.
- Diego López I de Haro 1114. Conde de Álava y señor de Vizcaya.